# Peuton

Peuton este o comună în departamentul Mayenne, Franța. În 2009 avea o populație de 225 de locuitori.

## Toponimie
Toponimul este atestat în formele Pestum din 1136 și Peston în 1220. Potrivit lui Charles Rostaing, ar putea fi de la un antropon latin Pesto, derivat din Pestillus.
Neamul este Mayonnais.

## Istoric
În Evul Mediu, apoi sub Ancien Régime, orașul făcea parte din fortificația baroniei Angewin a lui Craon, depinzând de seneschalul principal al Angers și de țara de alegere a lui Château-Gontier.